# Hondoniscus mogamiensis
Hondoniscus mogamiensis là một loài chân đều trong họ Trichoniscidae. Loài này được Nunomura miêu tả khoa học năm 1990.